# Gekkan Comic Alive
Gekkan Comic Alive (japanisch 月刊コミックアライブ Gekkan Komikku Araibu) ist ein seit 2006 monatlich erscheinendes japanisches Manga-Magazin, welches bei Media Factory veröffentlicht wird. Da es sich an ein überwiegend erwachsenes männliches Publikum richtet, wird es dem Seinen-Genre zugeordnet. Der erste Band wurde am 27. Juni 2006 veröffentlicht.

## Veröffentlichte Manga-Serien (Auswahl)
- Absolute Duo von Takumi Hiiragiboshi und Shin'ichirō Nariie
- Alice or Alice von Riko Korie
- Ano Ko ni Kiss to Shirayuri wo von Canno
- Asobi ni Iku yo! von 888
- Boku wa Tomodachi ga Sukunai von Itachi
- Classroom Crisis von Masaharu Takano
- D-Frag! von Tomoya Haruno
- Dansai Bunri no Kuraimu Ejji von Tatsuhiko Hikagi
- Gakuen 86 von Asato Asato und Suzume Somemiya
- Haifuri von Kanari Abe
- Happiness! von Rino Fujii
- Hentai Ōji to Warawanai Neko. von Sō Sagara und Okomeken
- High School Fleet von Kanari Abe
- Hinako Note von Mitsuki
- Hyakka Ryōran Samurai Girls von Junichi Iwasaki
- Infinite Stratos von Kenji Akahoshi
- Iris Zero von Piroshiki und Takana Hotaru
- Kage Kara Mamoru! von Achi Taro und Sai Madara
- Kanokon von Rin Yamaki
- Kantai Collection von Ryōta Momoi
- Kämpfer von Yu Tatibana
- Kono Naka ni Hitori, Imōto ga Iru! von Mottun
- Kono Subarashii Sekai ni Shukufuku o! von Masahito Watari
- Kudamimi no Neko von Miyuki Nakayama
- Kūsen Madōshi Kōhosei no Kyōkan von Arisu Shidō
- Küsse und weiße Lilien für meine Liebste von Canno
- Magician's Academy von Ichirō Sakaki und Hitomi Nakao
- Maria Holic von Minari Endō
- Mashin-Dōru wa Kizutsukanai von Reiji Kaitō und Hakaru Takagi
- Mayo Chiki von Hajime Asano und NEET
- MM! von Issei Hyoju
- Monstermäßig verknallt von Spica Aoki
- No Game No Life von Yū Kamiya und Mashiro Hiiragi
- Non Non Biyori von Atto
- Oniichan dakedo Ai sae Areba Kankeinai yo ne! von Kurō Rokushō
- Ramen Tenshi Pretty Menma
- Re:Zero kara Hajimeru Isekai Seikatsu: Daiisshō - Ōto no Ichinichi-hen von Tappei Nagatsuki und Daichi Matsuse
- Re:Zero kara Hajimeru Isekai Seikatsu: Daisanshō - Truth of Zero von Tappei Nagatsuki und Makoto Fūgetsu
- Sasameki Koto von Takashi Ikeda
- Seiken no Blacksmith von Kōtarō Yamada
- Senran Kagura von Amami Takatsume
- Sentōin, Hakenshimasu! von Natsume Akatsuki und Masaaki Kiasa
- Steins;Gate von Yomi Sarachi
- Taboo Tattoo von Shinjirō
- Tai-Madō Gakuen 35 Shiken Shōtai von Tōki Yanagimi und Sutarō Hanao
- Tantei wa Mō, Shindeiru. von Nigojū und Umibōzu
- Tears to Tiara: Kakan no Daichi von Shirometsukusa
- Tonari no Kyūketsuki-san von Amatō
- Yōkoso Jitsuryoku Shijō Shugi no Kyōshitsu e von Shōgo Kinugasa
- Zero no Tsukaima von Noboru Yamaguchi und Nana Mochizuki